# سركش (ورزقان)
سركش هي قرية في مقاطعة ورزقان، إيران. عدد سكان هذه القرية هو 224 في سنة 2006.